# حامول كتاني
حامول كتاني (الاسم العلمي: Cuscuta epilinum) هي نوع نباتي يتبع جنس الحامول من الفصيلة المحمودية. 	.
حَامُول الكَتَّان أو قُرَيْعَة الكَتَّان أو كَشُوث الكَتَّان أو الأُكْشُوث.

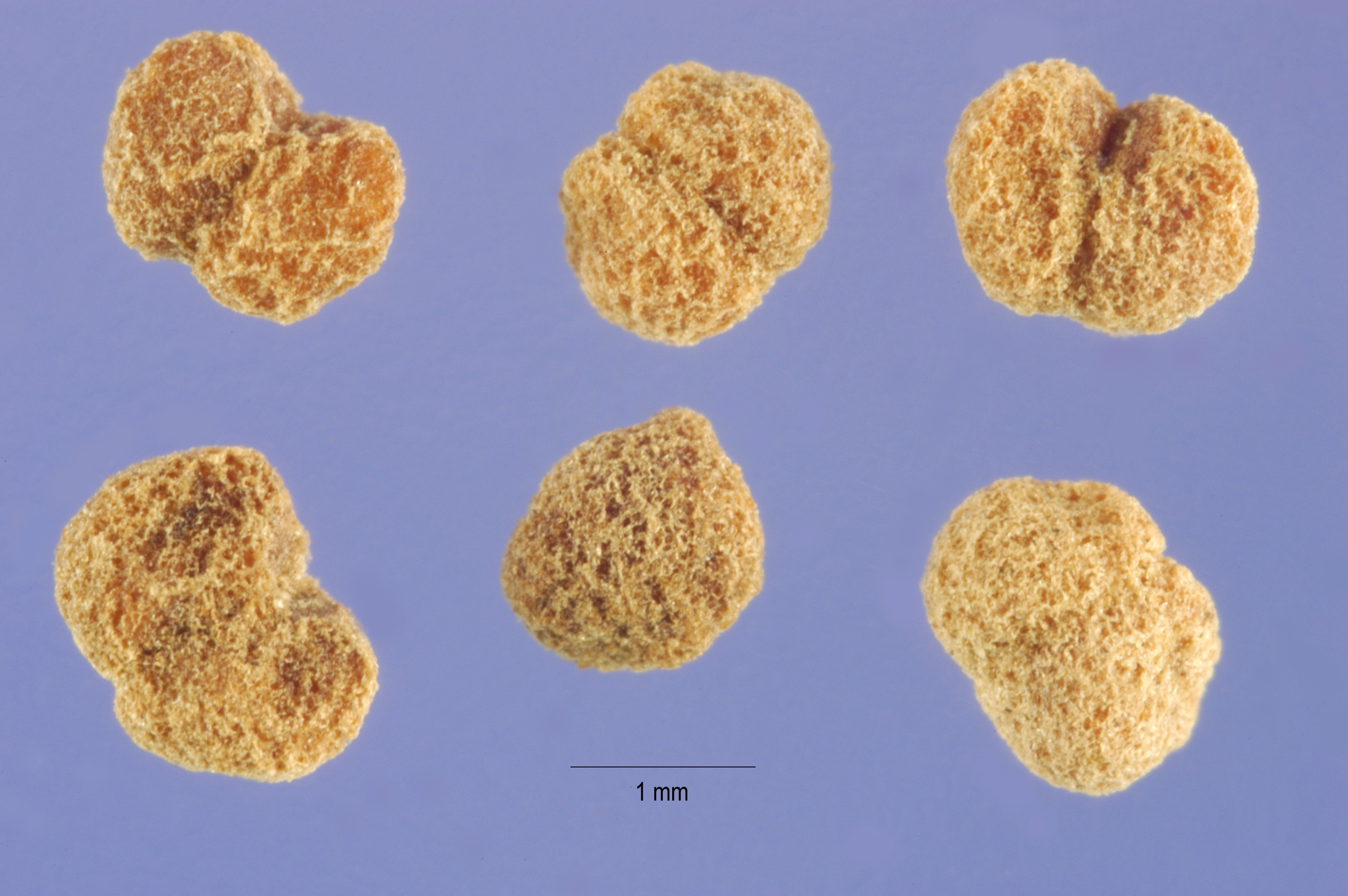